# Инкудине
Инкудине (итал. Incudine, ломб. Incüzen) —коммуна в Италии, в провинции Брешиа области Ломбардия. Название происходит от слова «наковальня».
Население составляет 414 человек (2008 г.), плотность населения составляет 20 чел./км². Занимает площадь 20 км². Почтовый индекс — 25040. Телефонный код — 0364.
Покровителем коммуны почитается святой Маврикий, празднование 22 сентября.

## Демография
Динамика населения:

## Администрация коммуны
- Официальный сайт: http://www.comune.incudine.bs.it/